# Floris van Dijck

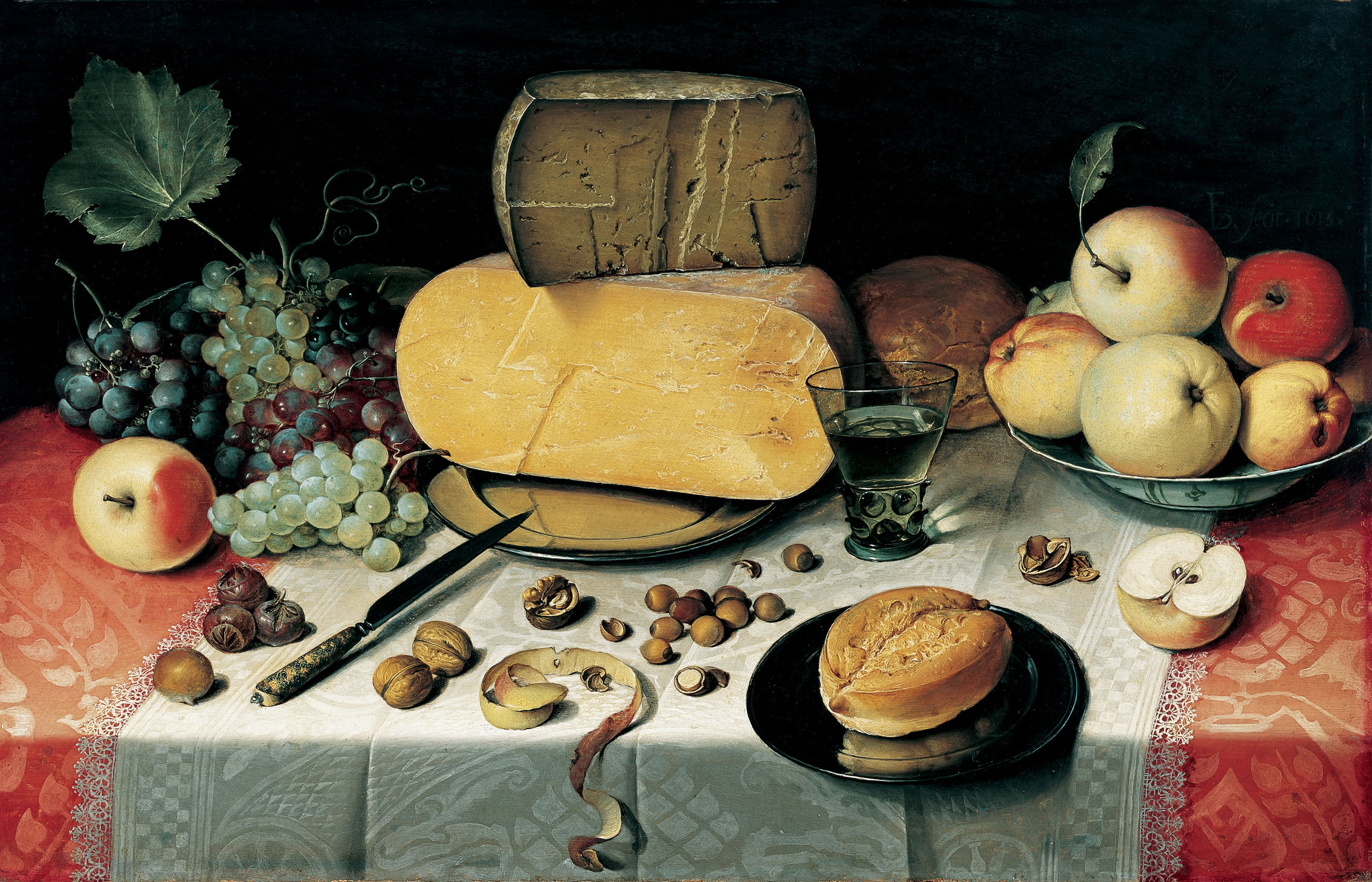
Floris van Dijck, Martwa natura (1613)

Floris Claesz. van Dijck lub Dyck (ur. w 1575 w Haarlemie lub w Delfcie, zm. przed 26 kwietnia 1651 w Haarlemie) – holenderski malarz okresu baroku.

## Życiorys
Około 1600 odwiedził Rzym. W 1610 został członkiem gildii św. Łukasza w Haarlemie i członkiem jej komitetu (vinderem); w 1637 był jej dziekanem.

## Twórczość
Malował skromne posiłki, przedstawiając na przykrytych białym obrusem blatach równomiernie rozłożone na całej przestrzeni obrazu motywy bloków sera, bochenków chleba, owoców na szalach i czarach, kielichów wina, rozrzuconych orzechów.

## Wybrane dzieła
- Martwa natura z owocami, orzechami i serem (1613) – Haarlem, Frans Hals Museum,
- Martwa natura z serami (1615-1620) – Amsterdam, Rijksmuseum.